# Derek John De Solla Price
Derek John De Solla Price (Leyton, 22 gennaio 1922 – New Haven, 3 settembre 1983) è stato un fisico, storico della scienza e informatico inglese, accreditato come il padre della scientometria.

## Biografia
Price è nato a Leyton, in Inghilterra, da Philip Price, un sarto, e Fanny de Solla, una cantante. Ha iniziato a lavorare nel 1938 come assistente in un laboratorio di fisica presso il South West Essex Technical College, prima di studiare fisica e matematica presso l'Università di Londra, dove ha conseguito una laurea in scienze nel 1942. Ha conseguito un Dottorato di ricerca in fisica sperimentale presso l'Università di Londra nel 1946.
Nel 1948 Price lavorò come insegnante di matematica applicata al Raffles College, che sarebbe entrato a far parte dell'Università Nazionale di Singapore. Fu lì che formulò la sua teoria sulla crescita esponenziale nella scienza, un'idea che gli era venuta in mente notando la caratteristica curva logaritmica nelle riviste delle Philosophical Transactions of the Royal Society tra il 1665 e il 1850, che aveva accatastato contro il muro di casa mentre il Raffles College faceva costruire la propria biblioteca.
Dopo tre anni, Price tornò in Inghilterra per lavorare su un secondo dottorato di ricerca, in storia della scienza, questa volta all'Università di Cambridge. Durante gli studi di dottorato, ha scoperto per caso un manoscritto, The Equatorie of the Planets, nella Biblioteca Peterhouse dell'Università di Cambridge, scritto in inglese medio, che egli attribuì 9a Geoffrey Chaucer (la paternità dell'opera è stata poi assegnata a John Westwyk, un monaco di Saint Albans).
Intorno al 1950, Price adottò come secondo quello sefardita di sua madre, "de Solla".
Dopo aver conseguito il secondo dottorato, Price si è trasferito negli Stati Uniti, dove ha lavorato come consulente presso la Smithsonian Institution e come ricercatore presso l'Institute for Advanced Study di Princeton, nel New Jersey. Il suo successivo incarico fu alla Yale University, dove lavorò fino alla sua morte, insegnando come professore emerito di storia della scienza e come preside di un nuovo dipartimento che comprendeva ls storia della scienza, della tecnologia e della medicina.
Nel 1984, Price ha ricevuto, come riconoscimento postumo, l'ASIS Research Award per gli eccezionali contributi forniti nel campo della scienza dell'informazione.
È dedicata a lui la medaglia commemorativa assegnata dalla International Society for Scientometrics and Infometrics (per la prima volta nel 1984) a scienziati che abbiano dato eccezionali contributi ai campi degli studi quantitativi della scienza.

## Contributi scientifici
I principali contributi scientifici di Price includono:
- La legge della radice quadrata di Price o legge di Price che riguarda la relazione tra la letteratura su un argomento e il numero di autori nell'area tematica, affermando che metà delle pubblicazioni proviene dalla radice quadrata di tutti i collaboratori. Pertanto, se 100 articoli sono scritti da 25 autori, cinque autori avranno contribuito con 50 articoli. La legge di Price è collegata alla legge di Lotka ed è stata paragonata al Principio di Matthew. Può essere modellato utilizzando un grafico approssimativamente a forma di L, con il numero di persone sull'asse Y e la produttività o le risorse sull'asse X.
- Studi sulla crescita esponenziale della scienza e l'emi-vita della letteratura scientifica;
- Studi quantitativi sulla rete di citazioni tra articoli scientifici (Price 1965), inclusa la scoperta che sia i gradi di entrata che di uscita di una rete di citazioni hanno distribuzioni di legge di potenza, rendendolo questo il primo esempio pubblicato di una rete non scalare;
- Il modello di Price, una teoria matematica della crescita delle reti di citazioni, basata su quello che ora sarebbe chiamato un processo di attaccamento preferenziale (Price 1976);
- Un'analisi della macchina di Anticitera, un antico computer analogico greco e strumento astronomico (Price 1959, 1974).

## Pubblicazioni notevoli
- - "An ancient Greek computer", in Scientific American 200 (6):60–67 (1959).
  - Science Since Babylon[3] see review[4]
  - "Mechanical Waterclocks of the 14th Century in Fez, Morocco", in Proceedings of the Tenth International Congress of the History of Science (Ithaca, N.Y, 1962), Paris: Hermann, pp. 599–602 (1962)
  - Little Science, Big Science[5]
  -  D.J. De Solla Price, Networks of Scientific Papers, in Science, vol. 149, n. 3683, 1965,  pp. 510-515, Bibcode:1965Sci...149..510D, DOI:10.1126/science.149.3683.510, PMID 14325149.
  - "Nations can Publish or Perish", in International Science and Technology 70 84–90 (1967)
  - "Citation Measures of Hard Science, Soft Science, Technology, and Nonscience", in Nelson, C.E. & Pollock, D.K. (eds.), Communication among Scientists and Engineers, Lexington, Massachusetts: |D.C. Heath and Company, pp. 3–22 (1970).
  -  D.J. de Solla Price, Gears from the Greeks. The Antikythera Mechanism: A Calendar Computer from ca. 80 B.C., in Transactions of the American Philosophical Society, New Series, vol. 64, n. 7, novembre 1974,  pp. 1–70, DOI:10.2307/1006146, ISBN 978-0-87169-647-2, JSTOR 1006146.
  -  D.J. de Solla Price, A general theory of bibliometric and other cumulative advantage processes, in Journal of the American Society for Information Science, vol. 27, n. 5, settembre 1976,  pp. 292-306, DOI:10.1002/asi.4630270505. (Winner of 1976 JASIS paper award.)
  - An Old Palmistry Being the Earliest Known Book of Palmistry in English, 1953, W. Heffer & Sons; 1st. Edition, ASIN B000PIYKBW
  - The Origin of Clockwork, Perpetual Motion Devices, and the Compass, FQ Books, July 6, 2010), ASIN B003YMNPOE.
  - with D.J.; Wang, Ling Heavenly Clockwork: The Great Astronomical clocks of Medieval China by Joseph Needham, Cambridge University Press (1678) ASIN B01JXO3E0Q.
  - Measuring the Size of Science, 1969, Israel Academy of Sciences and Humanities, ASIN B007EMQHT0.
  - An International Checklist of Astrolabes, 1955, Peyronnet, ASIN B0007JKDJ2.
  - The Differences between Science and Technology, 1968, Thomas Alva Edison Foundation, ASIN- B0007HNK3U.
  - Scientific Humanities: An Urgent Program, 1957, ASIN B0007KAV84.
  - Portable Sundials in antiquity: Including an account of a new example from Aphrodisias, 1969, ASIN B0007K65O8.
  - The Little Ship of Venice: A Middle English instrument tract, 1960, ASIN B0007JV620.
  - Chaucer's astronomy (Weekly evening meeting), 1952.
  - Contra-Copernicus, 1952, Royal Institution of Great Britain, ASIN- B0007KCWS6.
  - Equatorie of Planetis, 1955, 1st ed, Cambridge University Press, ISBN 978-0521059947.